# Csanytelek
Csanytelek är en ort i Ungern.   Den ligger i provinsen Csongrád-Csanád, i den centrala delen av landet, 130 km sydost om huvudstaden Budapest. Antalet invånare är 2 937.